# École française de stomatologie
L'École française de stomatologie est un institut d'enseignement médical libre, fondé à Paris en 1909.

## Historique
À la fin du XIXe siècle, l'enseignement de l'art dentaire en France est peu ou mal organisé. Les praticiens sont :
- des dentistes non diplômés, payant une patente, dits dentistes patentés ;
- des chirurgiens-dentistes non médecins ayant suivi un cycle de formation de deux ans, créé en 1893, dispensé par des écoles dentaires, passé ensuite à trois ans puis à cinq ans[1] ;
- des docteurs en médecine spécialisés dans les maladies de la bouche et des dents. Aucun cycle d'enseignement n'étant organisé pour eux, ils doivent glaner des éléments de formation, de maître à élève, principalement dans les services dentaires des hôpitaux et les cliniques privées. Ces médecins spécialisés se groupent en 1883 dans la Société de stomatologie de Paris, fondée par le Dr Emile Magitot (1833-1897) et Victor Galippe[2] ; Magitot lance ensuite la Revue de stomatologie (1894) dont le premier rédacteur en chef est le Dr Ludger Cruet[3],[4].

Cette absence de formation pour les médecins parait suffisamment anormale pour que le ministère de l'instruction publique organise une mission d'information sur l'enseignement dentaire à l'étranger. La faculté de médecine de Paris confie cette mission à un jeune médecin passionné par la stomatologie, le Dr Paul Gires. Celui-ci commence son enquête en 1897. Aux États-Unis, alors à la pointe de la discipline, il découvre avec enthousiasme l'organisation des divers instituts qu'il visite, à tel point qu'il reste deux ans à Philadelphie pour y suivre l'enseignement dispensé par l'Université de Pennsylvanie et y obtient son diplôme américain.
À son retour en 1900, Paul Gires est convaincu que Paris doit disposer d'une école de stomatologie performante reprenant le meilleur de ce qu'il a observé en Amérique. Il devient rapidement une personnalité scientifique reconnue dans le domaine de la stomatologie. Il est entouré de praticiens soulevés par une foi ardente pour leur spécialité. Son projet d'école mûrit. Il prend corps au retour d'une nouvelle mission effectuée en Autriche-Hongrie. Ludger Cruet, chef du service de stomatologie de l'hôpital de la Charité, lui a apporté son soutien et mobilise ses relations scientifiques. Une société anonyme, regroupant une vingtaine de stomatologistes, est constituée et rassemble des moyens.

## Organisation et fonctionnement
L'École française de stomatologie, créée en 1909, est prête pour la rentrée universitaire de 1910. Son but est de dispenser aux docteurs et étudiants en médecine, et à eux seuls, un enseignement complet de haut niveau, théorique et pratique, des maladies de la bouche et des dents. L'école, installée 20, 22 et 24 passage Dauphine, à proximité de la faculté de médecine, dispose de locaux d'enseignement, d'un laboratoire, d'une salle de radiologie, d'un dispensaire, indispensable pour les travaux pratiques, ainsi que d'un musée.
Le cycle normal est de deux ans, sauf pour les élèves ayant fait un stage de longue durée dans un service dentaire spécialisé. Des cours théoriques et des travaux pratiques sont aussi ouverts à des élèves temporaires qui souhaitent acquérir une formation complémentaire dans un domaine particulier.
L'enseignement porte sur l'anatomie descriptive et topographique de la bouche, des maxillaires et des dents ; l'histologie et l'embryologie ; le développement normal et pathologique du système dentaire ; la clinique ; la dentisterie opératoire ; l'anesthésie générale et locale appliquée ; la prothèse dentaire ; la prothèse restauratrice buccale et faciale ; l'orthodontie et la thérapeutique dentaire ; l'hygiène spéciale et l'instrumentation ; la thérapeutique appliquée et la radiographie appliquée.
L'École, d'abord présidée par Ludger Cruet (1909-1918), va former vingt-cinq spécialistes par an jusqu'à la guerre. Après la mort de Cruet et la fin de la Première Guerre mondiale, elle est présidée par Paul Gires (1920-1944) et son directeur est le Dr Bozzo. Elle va attirer un corps enseignant de grande qualité et former de nombreuses promotions de médecins spécialistes. Paul Gires travaille à la rapprocher de la faculté de médecine. Il transforme la Société anonyme de l'École française de stomatologie en société civile particulière puis, en 1922, en Association française des médecins stomatologistes, regroupant quarante-quatre membres, qui pourra désormais recueillir dons et subventions. Le Dr Bozzo se retire en 1928 et est remplacé à la direction de l'école par son adjoint, le Dr L'Hirondel.
À la fin de la Seconde Guerre mondiale, l'École française de stomatologie est rattachée à la faculté de médecine de Paris et prend le nom d'École de stomatologie. Son conseil est présidé par le Dr Bozzo. Michel Dechaume qui a reçu en 1929 le diplôme de l'École devient en 1946 le premier professeur de clinique stomatologique à Paris.
En 1949, l'association est dénommée Association française pour le développement de la stomatologie (AFDS) et l'école Institut de stomatologie de la faculté de médecine.
En 1962, l'institut quitte le passage Dauphine et est transféré à l'hôpital de la Pitié-Salpêtrière. En 1968, il devient UER 112 puis, en 1968, UFR de stomatologie et de chirurgie maxillo-faciale de la Salpêtrière.

## Liste de professeurs de l'école
- Joseph Belot, électroradiologiste, hôpital Saint-Louis (Paris)
- Dr Bréaud, Hôtel-Dieu de Paris
- Dr Bouvier
- Albert Courtauld
- Ludger Cruet (1850-1918), hôpital de la Charité (Paris)
- Pierre Dalbanne
- Paul Gires (1873-1948), professeur de technique, chef de service du dispensaire
- Alexandre Herpin, professeur d'anatomie
- G. Izard, professeur d'orthodontie
- Charles L'Hirondel (1879-1950), ensuite directeur de l'École de stomatologie
- Pol Nespoulous (1877-1966)
- Raymond Nogué (1864-1936), professeur de prothèse, hôpital de la Charité (Paris)
- Maurice Ponry, professeur de prothèse, hôpital de la Charité (Paris)
- Jean Psaume, hôpital de la Charité (Paris)
- Pierre Robin (1867-1950), rédacteur en chef de la Revue de stomatologie
- Armand Rosenthal (1901- Vercors, 1944), directeur de l'Institut dentaire de la faculté de médecine de Nancy
- Louis Rousseau-Decelle (1875-1963), hôpital Lariboisière (Paris), président de la Société de Stomatologie.